# سگ همه چیزو می‌دونه
سگ همه چیزو می‌دونه (انگلیسی: Dog Knows Everything؛‏ کره‌ای: 개소리) یک مجموعه تلویزیونی محصول کره جنوبی با بازی لی سون جه، کیم یونگ گون، یه سو جونگ، ایم چه مو و سونگ اوک سوک است. این مجموعه از ۲۵ سپتامبر ۲۰۲۴، روزهای چهارشنبه و پنجشنبه ساعت ۲۱:۵۰ (کی‌اس‌تی) از کی‌بی‌اس۲ پخش شد.

## بازیگران
- لی سون جه در نقش لی سون جه[۳]
- کیم یونگ گون در نقش کیم یونگ گون[۴]
- یه سو جونگ در نقش یه سو جونگ[۴]
- ایم چه مو در نقش ایم چه مو[۴]
- سونگ اوک سوک در نقش سونگ اوک سوک[۴]
- به جونگ نام در نقش سوفی (صدا)[۵]
- پارک سونگ وونگ در نقش لی جی دونگ[۶]
- یون‌وو در نقش هونگ چو وون[۶]
- لی سو کیونگ در نقش کیم شی کیونگ[۶]
- ته هانگ هو در نقش یوک دونگ جو[۶]